# Daunorubicin
Daunorubicin, còn được gọi là daunomycin, là một loại thuốc hóa trị liệu được sử dụng để điều trị ung thư. Cụ thể hơn thì thuốc này được sử dụng cho ung thư bạch cầu myeloid cấp tính (AML), ung thư bạch cầu lymphocytic cấp tính (ALL), bệnh bạch cầu tủy mãn tính (CML), và sacôm Kaposi. Thuốc được đưa vào cơ thể bằng cách tiêm vào tĩnh mạch. Một công thức liposome được gọi là liposomal daunorubicin cũng đã có mặt.
Các tác dụng phụ thường gặp bao gồm rụng tóc, nôn mửa, ức chế tủy xương và viêm bên trong miệng. Các tác dụng phụ nghiêm trọng khác có thể có như bệnh tim và mô chết tại chỗ tiêm. Sử dụng trong thai kỳ có thể gây hại cho em bé. Daunorubicin thuộc họ thuốc anthracycline. Cơ chế hoạt động của chúng một phần là bằng cách ngăn chặn chức năng của topoisomerase II.
Daunorubicin đã được phê duyệt để sử dụng y tế tại Hoa Kỳ vào năm 1979. Nó nằm trong danh sách các thuốc thiết yếu của Tổ chức Y tế Thế giới, tức là nhóm các loại thuốc hiệu quả và an toàn nhất cần thiết trong một hệ thống y tế. Chi phí bán buôn ở các nước đang phát triển là khoảng 5,79 đến 37,18 USD cho một lọ 20 mg. Cùng lượng thuốc này ở Anh, được bán bởi NHS, có giá khoảng 55,00 bảng Anh. Ban đầu nó được phân lập từ vi khuẩn của chủng Streptomyces.